# 1116
1116 (MCXVI) fue un año bisiesto comenzado en sábado del calendario juliano.

## Acontecimientos
- Publicación de Geometría práctica (Abraham Bar Hiyya).

### América
- Inicio de la peregrinación de los nahuas desde Aztlan-Chicomoztoc, según el códice Boturini.

## Fallecimientos
- Hugo II de Ampurias, conde de Ampurias.
- 3 de febrero Coloman de Hungría
- Probable muerte de Jimena Díaz, esposa de Rodrigo Díaz, llamado el Campeador